# Klimaatrechtvaardigheid

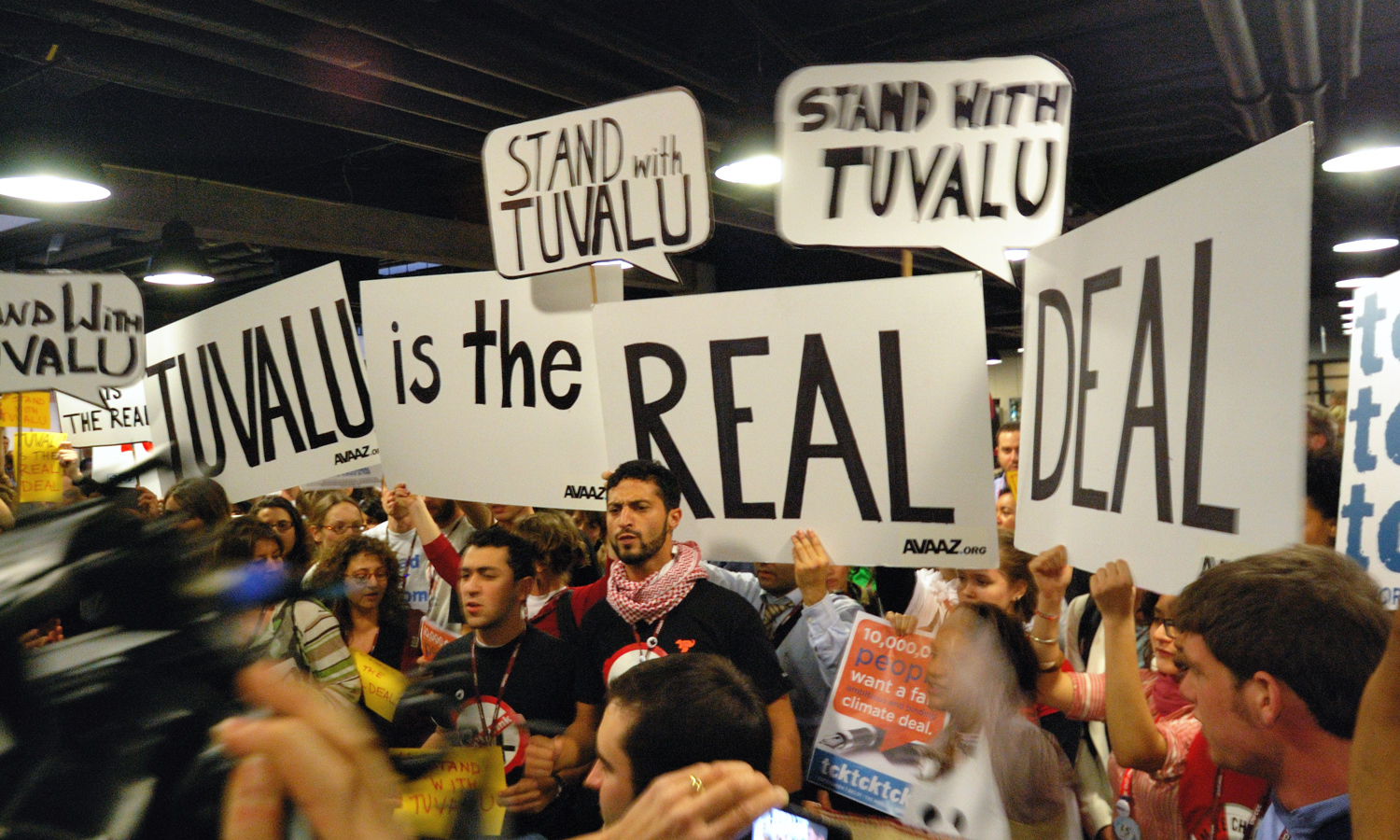
Tuvalu-demonstratie, Kopenhagen COP15

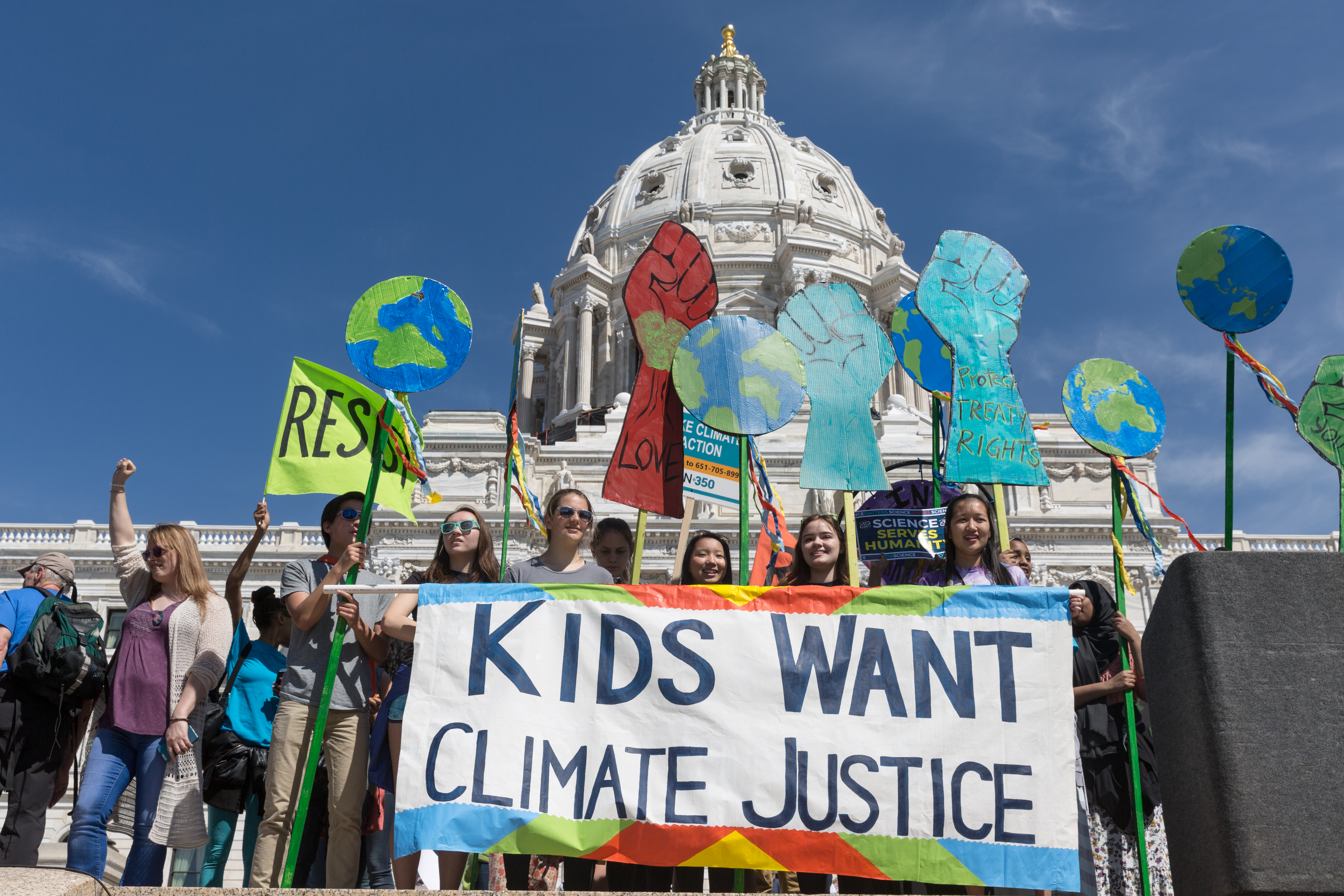

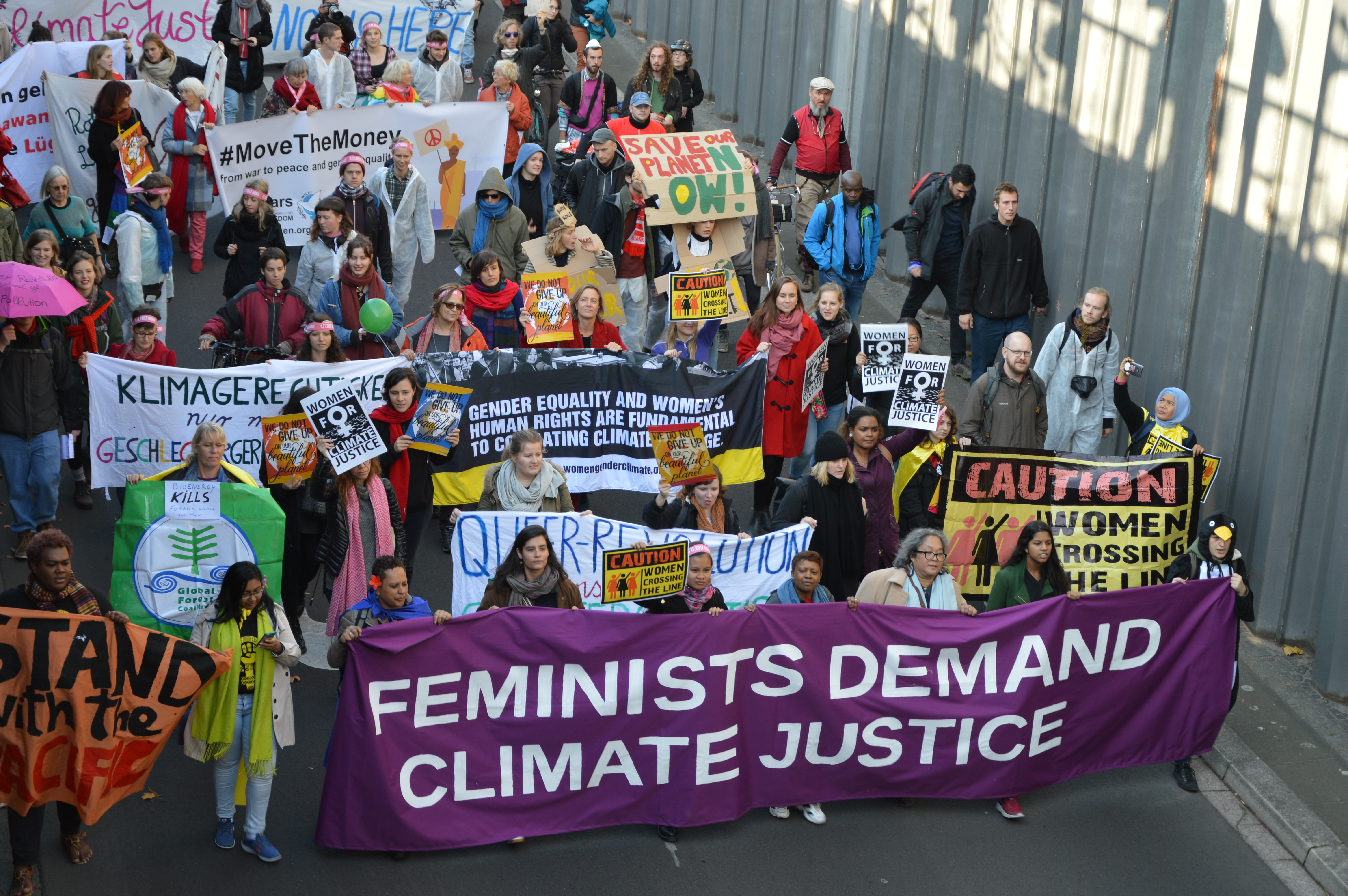
Demonstratie van feministen, in Bonn (2017)

Klimaatrechtvaardigheid is een term die gebruikt wordt om de opwarming van de Aarde te benaderen als een ethische, politieke en juridische kwestie, eerder dan als een louter probleem van het fysieke milieu. Daartoe worden de gevolgen van de klimaatverandering getoetst aan principes van ecologische en sociale rechtvaardigheid, zoals gelijkheid, mensenrechten, rechten van gemeenschappen en minderheden, en de historische verantwoordelijkheid voor klimaatverandering.
De klimaatverandering treft mensen in verschillende mate, en dat hangt samen met geslacht, ras, politieke en sociale status, en woonplaats. Een van de stellingen inzake klimaatrechtvaardigheid is dat diegenen die het minst verantwoordelijk zijn voor de klimaatverandering, er vaak de zwaarste gevolgen van dragen, en dat geldt zowel voor personen als voor landen.

## Geschiedenis van het begrip
Een van de voorlopers van de beweging rond klimaatrechtvaardigheid was de verklaring Principles of Environmental Justice. Afgevaardigden van de First National People of Colour Environmental Leadership Summit in oktober 1991 in Washington D.C. stelden 17 basisprincipes van “milieurechtvaardigheid” op. De verklaring zou nadien nog vaak als uitgangspunt dienen.
Als gevolg van de eerste internationale bijeenkomsten rond een klimaatverdrag in de jaren '90 van vorige eeuw ontstonden verschillende, soms tijdelijke, internationale coalities en overlegorganen rond klimaatrechtvaardigheid.
Tijdens de Zesde Conferentie van de Partijen (COP 6) in 2000 in Den Haag, werd een eerste alternatieve Climate Justice Summit georganiseerd door The Rising Tide Network, een alliantie van inheemse volkeren, plaatselijke gemeenschappen en klimaatactivisten. Zij waren van oordeel niet voldoende gehoord te worden op de officiële onderhandelingen, en wezen niet zelden grote multinationals, met name uit de oliesector, aan als de schuldigen van de milieuproblematiek.
Op de Earth Summit 2002 (officieel de World Summit on Sustainable Development, WSSD of Rio+10) in september 2002 gehouden te Johannesburg, Zuid-Afrika werden de Bali Principles of Climate Justice goedgekeurd.
”Climate Justice” bevestigt de rechten van gemeenschappen die voor hun bestaanszekerheid afhankelijk zijn van natuurlijke hulpbronnen, om deze op een duurzame manier te bezitten en te beheren, en is gekant tegen de vermarkting van de natuur en natuurlijke hulpbronnen. (Bali Principles of Climate Justice, artikel 18)
In 2004 werd op een internationale bijeenkomst in Durban (Zuid-Afrika) de Durban Group for Climate Justice opgericht, een internationaal netwerk van onafhankelijke organisaties en personen. De groep was van oordeel dat de vrije markt geen oplossing bood voor het klimaatvraagstuk.
Op de klimaatconferentie van Bali in december 2007 werd de Climate Justice Now! coalitie gevormd, en in 2008 volgde in Genève de oprichting van het Global Humanitarian Forum, onder impuls van voormalig VN-secretaris-generaal Kofi Annan. Het forum focuste vooral op de zware humanitaire gevolgen van de klimaatverandering voor de zwakste gemeenschappen in de wereld.
In de aanloop naar de Klimaatconferentie Kopenhagen 2009 kwam er het Climate Justice Action netwerk, dat tijdens de top opriep tot burgerlijke ongehoorzaamheid en directe actie. Dit resulteerde in de Reclaim Power protestmars, waarbij een aantal activisten de slogan “system change not climate change” lieten horen.
In april 2010 vergaderde de World People's Conference on Climate Change and the Rights of Mother Earth in Tiquipaya, Bolivië. Het werd een grote wereldconferentie met meer dan 30.000 deelnemers van overheden en de burgermaatschappij. Op de plechtige slotzitting volgde de goedkeuring van de “Universal Declaration for the Rights of Mother Earth” (“Universele verklaring van de rechten van Moeder Aarde”) en de “Peoples Agreement”. Deze verklaring, die opent met de aanhef “Vandaag is onze Moeder Aarde gekwetst, en de toekomst van de mensheid staat op het spel”, verwerpt de akkoorden van Kopenhagen als onvoldoende, en is een aanklacht van de economische logica van het kapitalisme, dat het milieu bedreigt. Voorts wordt uitdrukkelijk gewezen op de historische verantwoordelijkheid van de geïndustrialiseerde landen.
Een ander, meer extreem fenomeen is het verband tussen klimaatverandering en gendergerelateerd geweld, iets waaraan onder meer UNESCO reeds in 2016 aandacht aan besteedde.
In 2019 waarschuwde Philip Alston, de speciale VN-rapporteur voor Extreme Armoede en Mensenrechten, in een rapport  dat “de klimaatverandering een enorme bedreiging voor de mensenrechten en de democratie vormt. Enkel rijken zullen met de gevolgen kunnen omgaan, en dat leidt tot ‘klimaat-apartheid’”.

## Kapitalisme versus milieu
Een vaak terugkerend thema in de discussie rond klimaatrechtvaardigheid is de vraag in hoeverre het kapitalisme zelf de hoofdoorzaak van de onrechtvaardigheden is. De vraag leidt tot fundamentele meningsverschillen tussen enerzijds liberale en conservatieve milieugroepen, en anderzijds linkse en radicale organisaties. De eerste groep is geneigd de problemen toe te schrijven aan excessen van de neoliberale economie, die met de nodige regulering en investeringen kunnen opgevangen worden. De tweede groep ziet een groen kapitalisme als een schijnoplossing, en pleit voor radicale systeemverandering.

## Historische schuld
Een ander heikel punt inzake klimaatrechtvaardigheid is de historische schuld van de geïndustrialiseerde landen uit het noorden. Deze meer welvarende landen zijn inderdaad verantwoordelijk voor het grootste deel van met name de CO2-uitstoot sedert het begin van de industriële revolutie. De ontwikkelingslanden zijn daarom van oordeel dat de rijke landen de verplichting hebben om financiële en technologische middelen over te dragen aan de landen van het zuiden.
De berekening van deze historische schuld is echter moeilijk te objectiveren, vanwege de ethische en sociale uitgangspunten. Er is geen eenduidig antwoord te geven op de vraag hoe een “billijke verdeling” van historische schuld over de landen er uit zou moeten zien. In de Akkoorden van Parijs uit 2015 is men daar stilzwijgend aan voorbij gegaan: elk land mag zelf bepalen hoever het gaat in de emissiebeperkingen.
Wetenschappelijk gezien zou men voor elk land of regio op een tijdschaal de emissies kunnen uitzetten, en dan met een eenvoudig klimaatmodel berekenen welke de klimaatimpact daarvan is geweest. Maar die berekening kan door verschillende factoren beïnvloed worden:
- Houdt men enkel rekening met de CO2-uitstoot van fossiele brandstoffen, of ook met CO2-uitstoot door ontginningen, veranderingen in albedo, aerosols en broeikasgassen die niet in het Kyoto-protocol zijn opgenomen?
- Vanaf welk jaar worden de emissies in rekening gebracht, en voor welk jaar worden de resultaten vastgelegd? Dit kan een behoorlijk verschil maken voor recent geïndustrialiseerde landen.
- Worden schommelingen in het bevolkingsaantal ingecalculeerd?
- Gaat het om alle emissies in dat land, of om de emissies van fossiele brandstoffen die in het land worden gewonnen? Dit is van groot belang voor landen met een sterk ontwikkelde mijnbouw.
- Worden alle emissies aan het betrokken land toegeschreven, of verdeelt men de emissies over de landen waar de gefabriceerde producten worden geconsumeerd?
- Welk klimaateffect wordt het criterium: opwarming, stijging van de zeespiegel, extreme weersomstandigheden? Die laatste zijn bijvoorbeeld voor een kostenevaluatie erg belangrijk, maar nog moeilijker te berekenen.

Een becijferde raming van klimaatschade en historische schuld werd vanuit Pakistan gemaakt na de catastrofale overstromingen van 2022. Premier Shehbaz Sharif en buitenlandminister Bilawal Bhutto Zardari eisten klimaatrechtvaardigheid, en vonden het unfair dat het land “met de pet moest rondgaan”.

## Klimaatrechtspraak
Het streven naar klimaatrechtvaardigheid inspireert rechtszaken op milieugebied. Personen of organisaties richten zich tot de rechtbank om milieumaatregelen op te leggen. Zo wist de Nederlandse Stichting Urgenda in 2015 in een rechtszaak tegen de Nederlandse Staat een hogere reductie van de uitstoot van broeikasgassen tegen eind 2020 af te dwingen.